# 아이즈 (잡지)
아이즈(ize)는 대한민국의 인터넷신문이다. 2013년 7월 15일에 창간되었다. 문화 전문 웹매거진으로 음악계, 영화계, 방송계, 웹툰계, 출판계, 공연계 등을 다룬다.

## 모회사
- 스타뉴스